# Тарговисько (Люблінське воєводство)
Тарговисько (пол. Targowisko) — село в Польщі, у гміні Закшев Люблінського повіту Люблінського воєводства.
Населення — 158 осіб (2011).
У 1975-1998 роках село належало до Замойського воєводства.

## Демографія
Демографічна структура станом на 31 березня 2011 року:
|          | Загалом | Допрацездатний вік | Працездатний вік | Постпрацездатний вік |
| -------- | ------- | ------------------ | ---------------- | -------------------- |
| Чоловіки | 81      | 15                 | 57               | 9                    |
| Жінки    | 77      | 9                  | 38               | 30                   |
| Разом    | 158     | 24                 | 95               | 39                   |